# Do Women Have a Higher Sex Drive?
Do Women Have a Higher Sex Drive? – film dokumentalny holenderskiego producenta Jana-Willema Breure z 2018 roku. Prezentowany przez Cheyenne Löhnen i poruszający tematykę kobiecej seksualności, gender i feminizmu. 

## Opis
Dokument zgłębia kobiecą seksualność i wyzwania, które przez wiele lat towarzyszyły społeczeństwu w związku z przekonaniami o kobietach. Film zbadał również polaryzację i rosnące napięcia między mężczyznami i kobietami oraz podstawowe przyczyny tych problemów. Sposób, w jaki wzrost liczby kobiet wpłynął na społeczeństwo. Film przeanalizował również takie kwestie, jak kobiece orgazmy, pożądanie, pornografia kobieca, zabawki seksualne kobiet, biologia ewolucyjna etc. Ukazał, jak społeczeństwo warunkuje kobiety od najmłodszych lat do działania i zachowania się w określony sposób i przygląda się konsekwencjom tego uwarunkowania; w jaki sposób kobiety poruszają się w tych sprzecznych środowiskach, gdzie z jednej strony media zachęcają kobiety do wolności seksualnej, a z drugiej rodzina zachęca do abstynencji seksualnej.